# Fannia macalpinei
Fannia macalpinei är en tvåvingeart som beskrevs av Chillcott 1961. Fannia macalpinei ingår i släktet Fannia och familjen takdansflugor.
Artens utbredningsområde är Québec. Inga underarter finns listade i Catalogue of Life.